# Liste des musiques de scène
Ne doivent pas être confondues avec les œuvres littéraires à l'origine de livrets d'opéras ou de ballets
La liste qui suit est celle (incomplète) des pièces de théâtre pour lesquelles ont été écrites une ou plusieurs musiques de scène. Un très grand nombre d'œuvres musicales de ce genre ont été composées ; aussi, afin de limiter la taille de cet article, seuls sont présents les items faisant l'objet d'un article dans la Wikipédia en français ou dans une autre langue (un lien vers ces derniers en permettant l'accès dans l'attente d'une traduction).
- Haut – A
- B
- C
- D
- E
- F
- G
- H
- I
- J
- K
- L
- M
- N
- O
- P
- Q
- R
- S
- T
- U
- V
- W
- X
- Y
- Z

## A
- Abdelazer (Aphra Behn, 1676)
  - 1677 musique d'Henry Purcell
- Les Acharniens (Aristophane, 425 avant J.-C.)
  - 1914 musique de Sir Hubert Parry
- Adrienne Lecouvreur (Eugène Scribe et Ernest Legouvé, 1849)
  - 1849 musique d'Anatoli Alexandrov (arrangée plus tard en suite pour orchestre)
  - voir aussi : Adrienne Lecouvreur et Adriana Lecouvreur
- La adultera penitente (Moreto, adaptée par Gregorio Martínez Sierra)
  - 1917 musique de Joaquín Turina
- Advent (August Strindberg)
  - musique d'Heinz Tiessen (mort en 1971)
- Agamemnon (Eschyle) : première partie de l'Orestie (voir plus loin)
- L'Aiglon (Edmond Rostand, 1900)
  - musique de Richard Addinsell
- Aladin (Adam Gottlob Oehlenschläger, 1805)
  - 1918-19 musique de Carl Nielsen, FS. 89
- L'Alcade de Zalamea (El Alcalde de Zalamea ; Pedro Calderón de la Barca)
  - 1836 musique de Julius Rietz
- L'Alchimiste (Ben Jonson, 1610)
  - The Alchemist (en) de George Frideric Handel (1710)
- Alice in Wonderland (adaptation pour la scène des Aventures d'Alice au pays des merveilles de Lewis Carroll par Eva Le Gallienne - 1933)
  - musique de Richard Addinsell
- L'Alouette (Jean Anouilh, 1952)
  - musique de Leonard Bernstein
- Amal et la lettre du roi (Rabindranath Tagore, traduit de l'anglais par André Gide)
  - 1936 musique de Darius Milhaud, Op. 156
- Andromaque (Jean Racine, 1667)
  - 1903 musique de Camille Saint-Saëns
- L’Annonce faite à Marie (Paul Claudel, 1910)
  - 1932 musique de Darius Milhaud, Op. 117
  - 1942 musique de Darius Milhaud, Op. 231
- La anunciación (Tomás Borrás)
  - 1924 musique de Joaquín Turina
- Antigone (Sophocle, 442 avant J.-C.)
  - 1841 musique de Felix Mendelssohn
  - 1893 musique de Camille Saint-Saëns
  - 1920 musique de Willem Pijper (rev. en 1922 et 1926)
  - musique de Heinz Tiessen (mort en 1971)
- Antoine et Cléopâtre (William Shakespeare, v. 1605)
  - 1920 musique de Florent Schmitt, Op. 69 (pour la version française d'André Gide)
  - 1937 musique de Virgil Thomson
  - 1944 musique de Leevi Madetoja, Op. 80
  - musique de Quincy Porter (mort en 1966)
- À quoi rêvent les jeunes filles (Alfred de Musset, 1832)
  - 1944 musique d'Henri Sauguet
- Ariane et Barbe-Bleue (Maurice Maeterlinck, 1899)
  - 1920 musique d'Anatoli Alexandrov (arrangée ensuite en suite (musique) pour orchestre)
  - voir aussi Ariane et Barbe-Bleue (opéra de Paul Dukas, 1899)
- L'Arlésienne (Alphonse Daudet, 1872)
  - L'Arlésienne de Georges Bizet (plus connue sous la forme des deux suites pour orchestre, la première de Bizet lui-même et la deuxième d'Ernest Guiraud après la mort de Bizet).
- The Ascent of F6 (en) (W. H. Auden et Christopher Isherwood, 1936)
  - 1937 musique de Benjamin Britten
- L'Assassinat du Duc de Guise (Henri Lavedan, 1908)
  - musique de Camille Saint-Saëns, Op. 128 (il s'agit de la musique destinée au film et non à la pièce de théâtre ; elle est ainsi généralement considérée comme la première musique de film)
- Athalie (Jean Racine, 1691)
  - 1785 musique de Johann Abraham Peter Schulz
  - 1786 musique de Georg Joseph Vogler
  - musique de François-Joseph Gossec (mort en 1829)
  - 1845 musique de Felix Mendelssohn
  - 1946 musique de Frank Martin
- Attila (Laurence Binyon (en))
  - 1907 musique de Charles Villiers Stanford, Op. 102

## B
- Les Bacchantes (Euripide, posth. 405 BC)
  - 1924 musique de Willem Pijper
  - 1926 musique de Ernst Toch (R. Viertel's version)
  - musique d'Anatoli Alexandrov
- The Bagpiper of Strakonice (Strakonický dudák ; Josef Kajetán Tyl)
  - 1926 musique de Josef Bohuslav Foerster, Op. 120
- Le Baiser (Théodore de Banville)
  - 1888 musique de Paul Vidal
- Le Bal des voleurs (Thieves' Carnival ; Jean Anouilh)
  - musique de Darius Milhaud, Op. 192
- Becket (Alfred Tennyson)
  - 1893 musique de Charles Villiers Stanford, Op. 48
- The Bedbug (La Punaise, Vladimir Maïakovski, 1929)
  - 1929 musique de Dmitri Chostakovitch, Op. 19
- Belshazzar's Feast (Hjalmar Procopé, 1906)
  - musique de Jean Sibelius, Op. 51
- Bérénice (Jean Racine, 1670)
  - musique de Marcel Samuel-Rousseau
- Bertran de Born (Jean Valmy-Baisse, 1936)
  - 1936 musique de Darius Milhaud, Op. 152a (autre version en 1937 : Suite provençale. Op. 152b)
- The Black Masks (Leonid Andreïev, 1908)
  - 1923 musique de Roger Sessions
- Blaubart (Ludwig Tieck)
  - 1835 musique de Julius Rietz
- Boris Godounov (Alexandre Pouchkine, 1825)
  - 1934 musique de Yuri Shaporin
  - 1936 musique de Sergei Prokofiev, Op. 70 bis
- Le Bourgeois gentilhomme (Molière, 1670)
  - 1670 ballet musique de Jean-Baptiste Lully
  - 1912 et 1917 musique de Richard Strauss, pour Der Bürger als Edelmann, version allemande par Hugo von Hofmannsthal. La fin de la pièce était à l'origine remplacée par l'opéra Ariadne auf Naxos. Après l'échec de cette version, Hofmannsthal reprit la fin originale et commanda à Strauss une musique complémentaire, incluant des arrangements de Lully. Strauss publia une suite contenant la majeure partie de la musique des deux versions.
  - 1920 musique de Karol Szymanowski (Mandragora, ballet-grotesque, Op. 43)
  - 1927 musique de Erwin Schulhoff (une suite existe)
- Brand (Henrik Ibsen, 1865)
  - 1928 musique de Ture Rangström
- The Bride of Lammermoor (Sir Walter Scott, 1819 - voir aussi Ravenswood)
  - musique de Norman O'Neill

## C
- Un chapeau de paille d'Italie (Eugène Labiche et Marc Michel, 1851)
  - 1920 musique de Yuri Shaporin
  - 1926 musique de Randall Thompson (The Straw Hat ; écrit pour piano)
- Le Chevalier avare, (Alexandre Pouchkine, 1830)
  - musique de Vissarion Chebaline
- Chitra (Rabindranath Tagore)
  - musique de Wilhelm Stenhammar (mort en 1927)
- Les Choéphores : voir L'Orestie plus loin
- Christmas Dream (Karácsonyi álom ; Géza Gárdonyi)
  - 1901 musique de Béla Szabados
- Le Livre de Christophe Colomb (Paul Claudel)
  - 1952 musique de Darius Milhaud, Op. 318
- Cléopâtre (Victorien Sardou, 1890)
  - musique de Xavier Leroux
- La Comédie humaine (Honoré de Balzac)
  - 1934 musique de Dmitri Chostakovitch, Op. 37
- The Comedy of Errors (La Comédie des erreurs, William Shakespeare, c. 1590)
  - 1940 musique de Iouri Chaporine
- Comme il vous plaira (William Shakespeare, v. 1600)
  - 1922 musique de Roger Quilter
  - 1931 musique de Ernst Toch
  - musique de Johan Halvorsen (Livet i skogen, Op. 33 ; mort en 1935)
  - 1938 musique d'Ildebrando Pizzetti
- Conquistador (Archibald MacLeish, poème, 1933)
  - 1952 musique de Robert Gerhard
- Le Convive de pierre (Alexandre Pouchkine, 1830)
  - musique de Vissarion Chebaline
- Coriolan (William Shakespeare, 1623)
  - musique de August Söderman (mort en 1876)
  - 1901 musique de Sir Alexander Mackenzie, Op. 61
- Le Crocodile (Victorien Sardou)
  - 1886 musique de Jules Massenet
- Le Cyclope (Euripide)
  - 1925 musique de Willem Pijper
- Cymbeline (William Shakespeare, c. 1611)
  - musique de Robert Johnson, c. 1611
  - musique de Heinz Tiessen (mort en 1971)
- Cyrano de Bergerac (Edmond Rostand, 1897)
  - 1946 musique de Paul Bowles

## D
- Dear Brutus (J. M. Barrie, 1917)
  - 1944 musique de Francis Poulenc (La Nuit de la Saint-Jean)
- Déjanire (Louis Gallet)
  - 1895 musique de Camille Saint-Saëns
- La Demoiselle des neiges (Snegurochka, Aleksandr Ostrovsky, 1873)
  - 1873 : musique de Pyotr Ilyich Tchaikovsky, Op. 12
  - musique de Alexandre Gretchaninov, Op. 23
- Diarmuid and Grania (George Moore et W. B. Yeats, 1901)
  - musique d'Edward Elgar (publié comme Grania and Diarmid, Op. 42)
    - 1. Introduction and Funeral March
    - 2. Song There are seven that pull the thread
- Dom Juan ou le Festin de pierre (Molière, 1665)
  - 1947 musique d'Henri Sauguet
- Don Carlos (Friedrich Schiller, 1787)
  - 1933 musique d'Anatoli Alexandrov (qui l'arrangea plus tard en suite orchestrale)
  - musique de Boris Assafiev
- Don Juan (Alexis Konstantinovich Tolstoï, 1862)
  - 1892 musique de Eduard Nápravník
  - musique de Nikolay Sokolov (1859-1922)
- Don Juan und Faust (Christian Dietrich Grabbe, 1829)
  - 1925 musique de Heinz Tiessen
- The Duchess of Malfi (John Webster, 1614)
  - 1937 musique de Darius Milhaud, Op. 160 (La duchesse d’Amalfi, une adaptation en français par Henri Fluchère)
  - 1945 musique de Benjamin Britten

## E
- Egmont (Johann Wolfgang von Goethe, 1788)
  - musique de Ludwig van Beethoven, Op. 84, 1810
- Nuits égyptiennes (Alexandre Taïrov 1934, basé sur une nouvelle inachevée d'Alexandre Pouchkine)
  - musique de Sergueï Prokofiev (sans numéro d'opus, une suite a été composée ultérieurement, opus 61)
- Elektra (Hugo von Hofmannsthal, 1903)
  - musique d'Alexandre Tcherepnine (1899-1977)
- Erwin und Elmire (Johann Wolfgang von Goethe, 1773)
  - 1916 musique d'Othmar Schoeck, Op. 25
- L'Esprit triomphant ou Le Triomphe de la raison (Romain Rolland)
  - musique d'Alexandre Tcherepnine (1899-1977)
- Eugène Onéguine (Alexandre Pouchkine, 1825-32)
  - 1936 musique de Sergueï Prokofiev, Op. 71
- Les Euménides : 3e partie de L'Orestie (voir plus loin)

## F
- Le Faiseur (Mercadet ou le faiseur ; Honoré de Balzac, 1848)
  - 1935 musique de Darius Milhaud, Op. 145
- Faust (Johann Wolfgang von Goethe, 1806-1832)
  - 1835 musique de Julius Rietz
  - 1908 musique de Max von Schillings, Op. 24
  - 1908 musique de Felix Weingartner, Op. 43
  - 1949 musique de Mátyás Seiber
  - musique de Franz Salmhofer (mort en 1975)
- Faust and the Town (Anatoli Lounatcharski)
  - musique de Maximilian Steinberg (mort en 1946)
- La Fête à Solhaug (Gildet paa Solhoug, Henrik Ibsen, 1856)
  - 1890 musique de Hans Pfitzner
- Les Fiançailles (Maurice Maeterlinck, suite de L'Oiseau bleu)
  - 1921 musique de Armstrong Gibbs
- Fidlovačka aneb Žádný hněv a žádná rvačka (Fidlovačka, or No Anger and No Brawl ; Josef Kajetán Tyl, 1834)
  - musique de František Škroup ; elle inclut la chanson Kde domov můj? qui devint ultérieurement hymne national de la Tchécoslovaquie
- La Foi (Eugène Brieux)
  - 1909 musique de Camille Saint-Saëns
- La Folle de Chaillot (Jean Giraudoux, 1945)
  - musique de Henri Sauguet
- The Foresters (Alfred Tennyson, 1892)
  - musique de Arthur Sullivan
- The Forrigan Reel (James Bridie)
  - musique de Cedric Thorpe Davie
- Les Fourberies de Scapin (Molière, 1667)
  - 1949 musique de Henri Sauguet

## G
- Gala Gay (Bertolt Brecht)
  - 1951 musique de Alexandre Tansman
- Le Gascon (Théodore Barrière, 1873)
  - musique de Jacques Offenbach
- Gijsbreght van Aemstel (Joost van den Vondel) 
  - 1912 musique de Alphons Diepenbrock
- Les Grenouilles (Aristophane, -405)
  - 1891 musique de Sir Hubert Parry
- Grettir the Strong (Louis MacNeice)
  - musique de Mátyás Seiber (mort en 1960)
- Les Guêpes (Aristophane, -422)
  - 1909 musique de Ralph Vaughan Williams
- Guerre et Paix (Leon Tolstoï, roman, 1865-1869)
  - musique de Clifton Parker (mort en 1989) pour une adaptation théâtrale
- Gurre (Holger Drachmann, 1899)
  - musique de Johan Halvorsen, Op. 17 (mort en 1935)

## H
- La Haine (Victorien Sardou, 1874)
  - musique de Jacques Offenbach
- Hamlet (William Shakespeare, c. 1601)
  - 1779 musique de Georg Joseph "Abbé" Vogler
  - 1834 musique de Julius Rietz
  - 1891 musique de Piotr Ilitch Tchaïkovski, Op. 67b
  - 1904 musique de Norman O'Neill, Op. 13
  - musique de Wilhelm Stenhammar (mort en 1927)
  - 1932 musique de Dmitri Chostakovitch, Op. 32 (aussi 1954)
  - 1934 musique de Cemal Reşit Rey
  - musique de Gabriel Pierné (mort en 1937)
  - 1938 musique de Sergueï Prokofiev, Op. 77
  - 1938 musique de Virgil Thomson
  - 1954 musique de Dmitri Chostakovitch (aussi 1932)
  - musique de Heinz Tiessen, Op. 30 (mort en 1971)
- Hannele (Gerhart Hauptmann, 1893)
  - musique d'Alexandre Tcherepnine (mort en 1977)
- Hassan (James Elroy Flecker, 1922)
  - 1920 musique de Frederick Delius, créée en 1923
- Hécube (Richaud, d'après Hécube d'Euripide, -424)
  - 1937 musique de Darius Milhaud, Op. 177
- Die Heilige aus U.S.A. (Stefan Zweig)
  - 1932 musique de Ernst Toch
- Hélène de Sparte (Emile Verhaeren)
  - musique de Josef Bohuslav Foerster, Op. 116
- Henry VIII (William Shakespeare, c. 1603)
  - 1877 musique de Arthur Sullivan
  - 1949 musique de Cedric Thorpe Davie
- Die Hermannsschlacht (La Bataille d'Arminius, Heinrich von Kleist, 1809)
  - musique de Heinrich Marschner
- Hippolyte (Euripide)
  - 1950 musique de Norman Demuth
- L'histoire de Tobie et Sarah (Paul Claudel)
  - 1968 musique de Darius Milhaud, Op. 426
- The House of Aspen (La Maison d'Aspen, Sir Walter Scott, 1830)
  - 1829 musique de John Thomson
- Die Hussiten vor Naumburg (August von Kotzebue)
  - 1802 musique de Georg Joseph "Abbé" Vogler
  - 1803 musique d'Antonio Salieri

## I
- The Indian Queen (Sir Robert Howard et John Dryden, 1664)
  - 1664 musique de John Banister the elder
  - 1695 musique de Henry Purcell, pour une version augmentée
- Intermezzo (Jean Giraudoux)
  - 1933 musique de Francis Poulenc

## J
- Les Jacobites (François Coppée, 1885)
  - musique de Charles-Marie Widor
- Jacobowsky and the Colonel (Franz Werfel)
  - 1944 musique de Paul Bowles
- Jedermann (Hugo von Hofmannsthal, 1912 ; adapté de Everyman, pièce anglaise du XVe siècle)

v 1916 musique de Jean Sibelius, Op. 83
- Jérusalem à Carpentras (Lunel)
  - 1966 musique de Darius Milhaud, Op. 419
- Le jeu de Robin et Marion (d'après Adam de la Halle)
  - 1948 musique de Darius Milhaud, Op. 288
- Johnson over Jordan (J. B. Priestley)
  - 1939 musique de Benjamin Britten
  - 1947 musique de Peter Tranchell
- Judith (Jean Giraudoux, 1931)
  - 1961 musique de Darius Milhaud, Op. 392
- Julius Caesar (William Shakespeare, 1599)
  - 1936 musique de Darius Milhaud, Op. 158
- Die Jungfrau von Orleans (La Pucelle d’Orléans, Friedrich Schiller, 1801)
  - musique de August Söderman

## K
- Kätchen von Heilbronn (Heinrich von Kleist, 1808)
  - 1905 musique de Hans Pfitzner
- Kongen (Le Roi, Bjørnstjerne Bjørnson)
  - musique de Johan Halvorsen, Op. 19 (mort en 1935)
- King Arthur (J. Comyns Carr, 1895)
  - musique de Arthur Sullivan
- King Christian II (Adolf Paul, 1898)
  - 1898 musique de Jean Sibelius, Op. 27
- King Lear (Le Roi Lear, William Shakespeare, v. 1605)
  - musique de Heinrich Schulz-Beuthen (1838-1915, il réutilisa la matière pour sa Symphonie no 6 avec chœur)
  - 1920 musique de Yuri Shaporin
  - 1936 musique de Cemal Reşit Rey
  - 1940 musique de Dmitri Chostakovitch, Op. 58a
  - 1958 musique de Aram Khachaturian
  - musique de Franz Salmhofer (mort en 1975)
- King Svätopluk (Ivan Stodola, 1931)
  - 1936 musique de Eugen Suchoň
- Kirschblütenfest (Klabund)
  - 1930 musique de Ernst Toch
- Königskinder (Enfants de roi, Ernst Rosmer (Elsa Bernstein-Porges), 1895)
  - 1897 musique de Engelbert Humperdinck (qui écrivit un opéra en 1910 sur le même sujet)
- Kronbruden (The Crown Bride ; August Strindberg, 1900)
  - 1913 musique de August Enna
- Kuolema (La mort, Arvid Järnefelt, 1903, révisé en 1911)
  - 1903 musique de Jean Sibelius
    - La musique a été révisée en 1904, 1906 and 1911, et les numéros originaux de 1903 n'existent plus.
    - Valse triste (à l'origine Op. 44, numéroté Op. 44 No. 1 depuis 1973), une des plus célèbres pièces de Sibelius, vient de la version de 1904.
    - Canzonetta, Op. 62a, créée en 1911, mais écrite en 1906, dans une version différente, Rondino der Liebenden, adaptée de la musique originale.
    - Valse romantique, Op. 62b, a été composée spécialement pour la version de 1911.
    - Le morceau restant, Scene with Cranes, reprend deux numéros de la partition originale, il a été écrit et créé en 1906, mais ne fait pas partie de la musique de scène de 1911, et a été publié à titre posthume en 1973, comme Op. 44, no 2.

## L
- La cena delle beffe (Sem Benelli, 1909)
  - 1988 musique de Lorenzo Ferrero
- The Language of Birds (Adolf Paul, 1911)
  - musique de Jean Sibelius
- Le massere (Les Cuisinières, Carlo Goldoni, 1755)
  - 1993 musique de Lorenzo Ferrero
- Léocadia (Jean Anouilh, 1940)
  - musique de Francis Poulenc
- Léonce et Léna (Georg Büchner, 1836)
  - 1931 musique de Franz Syberg (Leonce og Lena)
  - 1941 musique de Henri Sauguet (Léonce et Léna ; adaptée par Michel J. Arnaud)
  - musique de Mátyás Seiber (mort en 1960)
- The Little Minister (J. M. Barrie, 1897)
  - musique de Sir Alexander Mackenzie, Op. 57
- The Lizard (Odlan ; Mikael Lybeck 1864-1925)
  - 1909 musique de Jean Sibelius, Op. 8
- Lodolezzi sjunger (Bo Bergman)
  - musique de Wilhelm Stenhammar (mort en 1927)
- Lucifer (Joost van den Vondel. 1654)
  - 1940 music bt Sándor Veress
- Lucky Peter's Travels (ou The Journey of Fortunate Peter ; August Strindberg)
  - 1910 musique de Josef Bohuslav Foerster, Op. 116a
- Lysistrata (Aristophane, 411 BC)
  - 1908 musique de Engelbert Humperdinck

## M
- Macbeth (William Shakespeare, c. 1605)
  - 1825 musique de Louis Spohr, Op. 75
  - 1834 musique de Julius Rietz
  - 1888 musique de Arthur Sullivan
  - 1920 musique de Johan Halvorsen
  - 1933 musique de Aram Khachaturian (aussi 1955)
  - 1936 musique de Cemal Reşit Rey
  - 1936 musique de Virgil Thomson (pour la production d'Orson Welles)
  - 1937 musique de Darius Milhaud, Op. 175
  - 1942 musique de William Walton
  - musique de Boris Assafiev (mort en 1949)
  - 1949 musique de Norman Demuth
  - 1949 musique de Peter Tranchell
  - 1955 musique de Aram Khachaturian (aussi 1933)
- Madame Bovary (Gustave Flaubert, 1856, roman)
  - musique de Dmitri Kabalevsky
- El Mágico prodigioso (Le Magicien prodigieux, Pedro Calderón de la Barca)
  - musique de Josef Rheinberger
- The Maid of Pskov (Lev Meï)
  - 1877 musique de Nikolai Rimsky-Korsakov, rev. 1882 (a different work than his opera on the same subject)
- La Maison de Bernarda Alba (La casa de Bernarda Alba, Federico García Lorca, 1936)
  - 1947 musique de Darius Milhaud, Op. 280 (La maison de Bernarda Alba)
- Le Malade imaginaire (Molière, 1673)
  - musique de Ludomir Różycki
- Manfred (Lord Byron, c. 1817)
  - 1849 musique de Robert Schumann, Op. 115 (produit en 1852)
  - 1898 musique de Sir Alexander Mackenzie, Op. 58 (non produit)
- Margot (Édouard Bourdet)
  - 1935 musique de Georges Auric et Francis Poulenc
- Les Mariés de la Tour Eiffel (Jean Cocteau)
  - 1921 musique de Georges Auric, Arthur Honegger, Darius Milhaud, Francis Poulenc, et Germaine Tailleferre, orchestré par Marius Constant
- Mariotta (Carl Borgaard, basé sur une comédie d'Eugène Scribe)
  - 1850 musique de Niels Gade
- Marmion (Robert Buchanan, d'après le poème Marmion de Walter Scott, 1808)
  - 1891 musique de Sir Alexander Mackenzie, Op. 43
- Le Mariage de Figaro (Beaumarchais, 1778)
  - 1935 musique de Yuri Shaporin
- Mary Stuart (Friedrich Schiller, 1800)
  - musique de Vissarion Shebalin
- Mascarade (Mikhail Lermontov, 1835)
  - musique de Vissarion Shebalin
  - 1941 musique de Aram Khachaturian
- Masse Mensch (Ernst Toller, 1921)
  - musique de Heinz Tiessen (mort en 1971)
- Master Olof (August Strindberg, 1872)
  - musique de Tor Aulin (mort en 1914)
- Measure for Measure (Mesure pour mesure, William Shakespeare, v. 1604)
  - musique de Dmitri Kabalevsky
- Le Médecin volant (Vildrae, d'après Molière, 1645)
  - 1937 musique de Darius Milhaud, Op. 165
- Médée (Euripide, -431)
  - 1843 musique de Wilhelm Taubert
  - 1938 musique de Sándor Veress
  - 1942 musique de Marios Varvoglis
- Médée (Jean Anouilh, 1946)
  - 1948 musique de Norman Demuth
- Le Marchand (Mercator, Plaute)
  - 1950 musique de İlhan Usmanbaş (pour 2 flutes)
- The Merchant of Venice (Le Marchand de Venise, William Shakespeare. c. 1597)
  - 1871 musique de Arthur Sullivan
  - 1905 musique de Engelbert Humperdinck
  - 1917 musique de Henri Rabaud
  - musique de Johan Halvorsen (mort en 1935)
  - musique de Boris Assafiev (mort en 1949)
  - 1950 musique de Peter Tranchell
  - musique de Ludomir Różycki (mort en 1953)
- Mère Courage et ses enfants (Mutter Courage und ihre Kinder, Bertolt Brecht, 1939)
  - 1959 musique de Darius Milhaud, Op. 379 (Mother Courage)
- Merlin (Karl Leberecht Immermann, 1831)
  - musique de Heinz Tiessen (mort en 1971)
- The Merry Wives of Windsor (Les Joyeuses Commères de Windsor, William Shakespeare, c. 1600)
  - 1874 musique de Arthur Sullivan
  - musique de Franz Salmhofer (mort en 1975)
- Michel Strogoff (Jules Verne et Adolphe d'Ennery, adaptation du roman de Verne 1876)
  - 1880 musique de Jules Massenet
- Le Songe d'une nuit d'été (A Midsummer Night's Dream, William Shakespeare, c. 1595)
  - musique de Felix Mendelssohn (ouverture 1826, terminée en 1843, inclut la Marche nuptiale)
  - musique de Carl Orff (1917-39 ; revised 1962)
- Le Misanthrope (Molière, 1666)
  - 1950 musique de Norman Demuth
- La Mort de Danton (Dantons Tod, Georg Büchner, 1835)
  - 1941 musique d'Henri Sauguet (Le Mort de Danton, livret adapté par Michel J. Arnaud)
- La Mort de Tintagiles (Maurice Maeterlinck, 1894)
  - 1913 musique de Ralph Vaughan Williams
- Les Mouches (Jean-Paul Sartre, 1943)
  - 1947 musique de Norman Demuth
- Mozart et Salieri (Alexandre Pouchkine, 1830)
  - musique de Vissarion Shebalin
- Much Ado About Nothing (Beaucoup de bruit pour rien, William Shakespeare, c. 1598)
  - 1915 musique de Johan Halvorsen

## N
- La nave (Gabriele D'Annunzio)
  - 1905 musique de Ildebrando Pizzetti
- Navidad (Gregorio Martínez Sierra)
  - 1916 musique de Joaquín Turina
- Nie-Boska komedia (Zygmunt Krasiński)
  - musique de Ludomir Różycki
- Nid de gentilhomme (Liza, Ivan Tourgueniev, 1859 roman)
  - 1940 musique de Iouri Chaporine
- Nie wieder Friede (Ernst Toller, 1934)
  - musique de Herbert Murrill
- Notre-Dame de Paris (Victor Hugo, adapté de son roman de 1831)
  - 1879 musique de Jules Massenet
  - musique d'Anatoli Alexandrov (mort en 1982)
- Les Nuées (Aristophane)
  - 1905 musique de Sir Hubert Parry

## O
- The Oath of the Dead (Zacharias Papantoniou)
  - 1938 musique de Marios Varvoglis
- Œdipe à Colone (Sophocle, vers -406)
  - 1845 musique de Felix Mendelssohn
  - 1936 musique de Ildebrando Pizzetti
- Oedipus, a Tragedy (John Dryden et Nathaniel Lee, 1679 ; basé sur Sophocle)
  - 1692 musique de Henry Purcell, Z. 583, incluant Music for a While
- Œdipe roi (Oedipus Rex ou Oedipus Tyrannus ; Sophocle, -429)
  - 1881 musique de John Knowles Paine
  - 1887 musique de Charles Villiers Stanford, Op. 29
  - musique de Alexander Ilyinsky (mort en 1920)
  - 1936 musique de Leevi Madetoja
  - 1941 musique de Virgil Thomson
- L'Oiseau bleu (Maurice Maeterlinck, 1908 ; pour la suite L'Oiseau bleu et les fiançailles, voir Les Fiançailles plus haut)
  - 1909 musique de Norman O'Neill, Op. 37
  - 1912 musique de Engelbert Humperdinck
  - musique de Leslie Heward (mort en 1943)
- Les Oiseaux (Aristophane, -414)
  - 1883 musique de Sir Hubert Parry
  - 1901 musique de John Knowles Paine
  - 1947 musique de Goffredo Petrassi
  - musique de Marios Varvoglis
- Old Spain (Montagu Slater)
  - 1938 musique de Benjamin Britten
- Ondine (Jean Giraudoux, 1939)
  - musique de Henri Sauguet
- On ne badine pas avec l'amour (Alfred de Musset, 1834)
  - 1917 musique de Camille Saint-Saëns
- On the Frontier (W. H. Auden et Christopher Isherwood, 1938)
  - musique de Benjamin Britten
- L'Orestie (Eschyle, trilogie, -458)
  - 1900 musique de Max von Schillings, Op. 12
- I - Agamemnon
  - 1900 musique de Sir Hubert Parry
  - 1914 musique de Darius Milhaud, Op. 14
  - 1930 musique de Ildebrando Pizzetti
  - 1932 musique de Marios Varvoglis
- II - Les Choéphores
  - 1915 musique de Darius Milhaud (Les choëphores, Op. 24)
- III - Les Euménides
  - 1885 musique de Charles Villiers Stanford, Op. 23
  - 1923 musique de Darius Milhaud, Op. 41
- Othello (William Shakespeare, c. 1603)
  - musique de Franz Salmhofer (mort en 1975)
  - musique de Clifton Parker (mort en 1989)
- L'Ours et la Lune (Paul Claudel)
  - 1918 musique de Darius Milhaud

## P
- Peer Gynt (Henrik Ibsen, 1876)
  - 1876 musique de Edvard Grieg, d'où il tira plus tard deux suites orchestrales, Opp. 46 (1888), 55 (1891)
  - 1948 musique de Harald Sæverud, Op. 28
- Pelléas et Mélisande (Maurice Maeterlinck, 1893)
  - 1898 musique de Gabriel Fauré, Op. 80
  - 1905 music by Jean Sibelius, Op. 46
- Les Perses (Eschyle, -472)
  - 1934 musique de Marios Varvoglis
  - 1940 musique de Henri Sauguet
- Un petit ange de rien du tout (C. A. Puget)
  - 1940 musique de Darius Milhaud, Op. 215
- Phaëton, or Reckless Audacity (Joost van den Vondel, 1663)
  - 1937 musique de Willem Pijper
- La Pharmacienne (Jean Giraudoux)
  - 1949 musique de Henri Sauguet
- Phèdre (Jean Racine, 1677)
  - 1900 musique de Jules Massenet
- Philip II (Émile Verhaeren)
  - 1918 musique d'Eugène Goossens, Op. 22
- Philoctète (Sophocle, c. 409 BC)
  - musique de Alexander Ilyinsky (mort en 1920)
- Le Piège de Méduse (Erik Satie, 1913)
  - musique aussi d'Erik Satie ; parfois désignée opérette ou comédie lyrique
- La Pisanella (Gabriele D'Annunzio)
  - 1913 musique de Ildebrando Pizzetti
- Pizarro (Richard Brinsley Sheridan, 1799)
  - musique de Jan Ladislav Dussek (with Michael Kelly)
- Ploutos (Jollivet, d'après Aristophane, 380 BC)
  - 1938 musique de Darius Milhaud, Op. 186
- Polyeucte (Pierre Corneille, 1642)
  - 1881 musique de Edgar Tinel (an orchestral suite was produced in 1906)
- Le Bureau de Poste (Dak Ghar, Rabindranath Tagore, 1912)
  - musique de Heinz Tiessen (mort en 1971)
- Preciosa (Pius Alexander Wolff, d'après La gitanella de Miguel de Cervantes, 1821)
  - 1820 musique de Carl Maria von Weber, Op. 78, J. 279
- Prince Potemkin (Kniaź Patiomkin ; Tadeusz Miciński, 1906)
  - 1924 musique de Karol Szymanowski, Op. 51
- The Princess of Cyprus (Zacharias Topelius)
  - musique de Fredrik Pacius (mort en 1891)
- Princess Dandelion (Jaroslav Kvapil)
  - 1897 musique de Josef Bohuslav Foerster, Op. 35
- La Princesse lointaine (Edmond Rostand, 1895)
  - 1897 musique de Gabriel Pierné
- La Princesse Maleine (Maurice Maeterlinck, 1889)
  - musique de Lili Boulanger (morte en 1918, elle a aussi commencé un opéra sur le même sujet, inachevé)
  - musique de Maximilian Steinberg (mort en 1946)
- Prinz Friedrich von Homburg (Le Prince de Hombourg, Heinrich von Kleist, 1811)
  - 1884 musique de Hugo Wolf (inachevée)
- Prométhée enchaîné (Eschyle, vers -415)
  - 1948 musique de Norman Demuth
- Prometheus Unbound (Prométhée délivré, Percy Bysshe Shelley, 1820)
  - 1948 musique de Norman Demuth
  - musique de Lars-Erik Larsson (mort en 1986)
- Protée (Paul Claudel)
  - 1919 musique de Darius Milhaud, Op. 17 (aussi 1955)
  - 1955 musique de Darius Milhaud, Op. 341 (aussi 1919)

## Q
- Le Quatorze Juillet (Romain Rolland, 1902)
  - 1936 musique de Georges Auric, Arthur Honegger, Jacques Ibert, Charles Koechlin, Lazarus, Darius Milhaud (Op. 153) and Albert Roussel
- Queen Mary (Alfred Tennyson)
  - 1876 musique de Charles Villiers Stanford, Op. 6
- Queen Tamara (Dronning Tamara ; Knut Hamsun, 1903)
  - musique de Johan Halvorsen (mort en 1935)

## R
- Rache des verhöbten Liebhabers (Ernst Toller)
  - musique de Ernst Krenek
- Raduz and Mahulena (Julius Zeyer)
  - 1898 musique de Josef Suk, Op. 13 ; rev. 1912 ; en 1900 il en tira une pièce orchestrale, A Fairy Tale, Op. 16
- Ramuntcho (Pierre Loti, 1897)
  - 1908 musique de Gabriel Pierné
- Die Räuber (Les Brigands, Friedrich Schiller, 1781)
  - 1782 musique de Franz Danzi
  - 1919 musique de Yuri Shaporin
  - musique de Vissarion Shebalin
- Ravenswood (Herman Merrivale 1890, d'après le roman La Fiancée de Lammermoor de Sir Walter Scott 1819)
  - 1890 musique de Sir Alexander Mackenzie, Op. 45
- Regina von Emmeritz (Zachris Topelius)
  - musique de August Söderman (mort en 1876)
- La Reine Fiammette (Catulle Mendès, 1898)
  - musique de Paul Vidal
- Le Retour de l'enfant prodigue (André Gide, roman de 1907)
  - 1933 musique de Henri Sauguet
- Rhésos (attrib. Euripide)
  - 1922 musique de Ernest Walker, Op. 35
- Richard III (William Shakespeare, c. 1591)
  - musique de August Söderman (mort en 1876)
  - musique de Robert Volkmann (mort en 1883 ; ouverture, Op. 68 ; interludes, Op. 73)
- Romeo and Juliet (William Shakespeare, v. 1595)
  - 1890 musique de Francis Thomé
  - 1907 musique de Engelbert Humperdinck
  - musique de Wilhelm Stenhammar (mort en 1927)
  - 1936 musique de Darius Milhaud, Op. 161 (S. Jollivet, d'après Jouve, d'après Shakespeare)
  - musique de Richard Strauss (mort en 1949)
  - musique de Franz Salmhofer (mort en 1975)
  - musique d'Anatoli Alexandrov (mort en 1982)
- Rosamunde (Helmina von Chézy, 1823)
  - musique de Franz Schubert, Op. 26, D. 797
- Die Ruinen von Athen (Les Ruines d'Athènes, August von Kotzebue)
  - 1811 par Ludwig van Beethoven, Op. 113, incluant la Marche turque
  - 1822 Beethoven écrit une ouverture La Consécration de la maison, Op. 124, pour la même pièce
  - 1924 Richard Strauss écrit son propre arrangement de la musique de Beethoven.
- Ruy Blas (Victor Hugo)
  - musique de Felix Mendelssohn, ca. 1839

## S
- St. Jakob an der Birs (C.A. (August) Bernoulli)
  - musique de Hermann Suter, Op. 13
- Salomé (Oscar Wilde, 1893)
  - 1918 musique de Sir Granville Bantock ("Dance of the Seven Veils")
  - musique de Flor Alpaerts (mort en 1954)
  - musique de Alexandre Tcherepnine (mort en 1977)
- Salyut, Ispaniya! (Salut, l'Espagne !) (Alexandre Afinoguenov)
  - 1936 musique de Dmitri Chostakovitch, Op. 44
- La Samaritaine (Edmond Rostand, 1897)
  - musique de Gabriel Pierné
- Samson (Jaroslav Vrchlický)
  - 1906 musique de Josef Bohuslav Foerster, Op.62
- Saül (André Gide, 1903)
  - 1954 musique de Darius Milhaud, Op. 334
- Scaramouche (Poul Knudsen ; tragic pantomime)
  - 1913 musique de Jean Sibelius, Op. 71 (créée en 1922)
- The School for Scandal (L'École de la médisance, Richard Brinsley Sheridan, 1777)
  - 1940 musique de Henri Sauguet (pièce adaptée par Claude Spaak : L'École de médisance)
  - musique de Dmitri Kabalevsky (mort en 1987)
- The Searcher (Velona Pilcher)
  - 1930 musique de Edmund Rubbra
- The Seven Ages of Man (Montagu Slater)
  - 1938 musique de Benjamin Britten
- Snefrid (Holger Drachmann)
  - 1893 musique de Carl Nielsen, FS. 17 ; rev. 1899
- Le Songe (Ett drömspel, August Strindberg, 1907)
  - 1915 musique de Emil von Reznicek
  - musique de Pantcho Vladiguerov (une suite orchestrale, Op. 13, a été publiée en 1926)
  - musique de Wilhelm Stenhammar (mort en 1927)
  - 1942 musique de Franz Syberg
  - musique de Kurt Weill (1900-1950)
- The Spanish Student (Henry Wadsworth Longfellow, 1843)
  - musique de Charles Villiers Stanford (mort en 1924)
- Der Spiegelmensch (Franz Werfel)
  - musique de Wilhelm Grosz, Op. 12
- The Starlight Express (Violet Peam, 1915)
  - musique d'Edward Elgar
- Swanwhite (Svanevhit ; August Strindberg)
  - 1908 musique de Jean Sibelius, Op. 54
- Sweeney Agonistes (T. S. Eliot, 1932)
  - musique de Quincy Porter

## T
- Tartuffe (Molière, 1664)
  - 1929 musique de Iouri Chaporine
  - 1950 musique (fanfares) d'Henri Sauguet
- The Tempest (La Tempête, William Shakespeare, 1611)
  - musique originale de Robert Johnson
  - c. 1695 musique de Henry Purcell, Z. 631 (semi-opera)
  - 1855 musique de Wilhelm Taubert
  - 1862 music by Arthur Sullivan, Op. 1
  - 1882 musique de Frank Van der Stucken
  - 1888 musique de Ernest Chausson
  - 1915 musique de Engelbert Humperdinck
  - 1918 musique de Felix Weingartner, Op. 65
  - 1921 musique de Arthur Bliss
  - 1926 musique de Jean Sibelius, Op. 109
  - 1930 musique de Willem Pijper
  - 1946 musique de Lennox Berkeley
  - musique de Heinz Tiessen (mort en 1971)
  - musique de Franz Salmhofer (mort en 1975)
- Thamos, König in Ägypten (Thamos, roi d'Égypte ; Tobias Phillip, 1774)
  - 1773-1780 musique de Wolfgang Amadeus Mozart
- Théodora (Victorien Sardou, 1884)
  - musique de Jules Massenet
- This Way to the Tomb (Ronald Duncan, 1945)
  - musique de Benjamin Britten
- Timon of Athens (William Shakespeare, before 1623)
  - musique de August Söderman (mort en 1876)
- Toad of Toad Hall (A. A. Milne, 1929, basé sur Le Vent dans les saules (The Wind in the Willows) de Kenneth Grahame)
  - musique de Harold Fraser-Simson
- Till Damascus (Le Chemin de Damas, trilogie, August Strindberg, 1898-1902)
  - 1927 musique de Ture Rangström
- Part III.
  - 1916 musique de Emil von Reznicek
- Der Tor und der Tod (Le Fou et la Mort, Hugo von Hofmannsthal, 1891)
  - 1908 musique de Josef Bohuslav Foerster, Op. 75
- Tordenskjold (Jacob Breda Bull)
  - musique de Johan Halvorsen, Op. 18 (mort en 1935)
- Les Trachiniennes (Sophocle)
  - 1932 musique de Ildebrando Pizzetti
- Les Troyennes (Euripide, -415)
  - 1940 musique de Virgil Thomson
- Tsar Boris (Alexis Konstantinovitch Tolstoï, 1870)
  - 1899 musique de Vasily Kalinnikov
- Le Tsar Fédor Ivanovitch (en) (Alexis Konstantinovitch Tolstoï, 1868)
  - musique de Alexander Ilyinsky (mort en 1920)
- Tsongor és Tünde (aka Csongor és Tünde ; Mihály Vörösmarty)
  - 1903 musique de Leo Weiner, Op. 10
  - 1941 musique de Ferenc Farkas
- Turandot (Carlo Gozzi, 1762)
  - 1809 musique de Carl Maria von Weber, Op. 37 (pour la traduction de 1801 Turandot, Prinzessin von China par Friedrich Schiller)
  - 1905 musique de Ferruccio Busoni (pour l'adaptation par Karl Vollmöller produite en 1911 par Max Reinhardt)
  - musique de Wilhelm Stenhammar (mort en 1927)
- Twelfth Night (La Nuit des rois, William Shakespeare, c. 1601)
  - 1885 musique de Charles-Marie Widor (pour une version française, Conte d'avril)
  - 1907 musique de Engelbert Humperdinck
  - musique de Wilhelm Stenhammar (mort en 1927)
- Twigs (George Furth, 1971)
  - musique de Stephen Sondheim

## U
- Under the Apple Trees (Pod jabloni, Julius Zeyer)
  - 1902 musique de Josef Suk, Op. 20 ; produit en 1934
- Die unheilbringende Krone (Ferdinand Raimund)
  - musique de Josef Rheinberger

## V
- Le Verre d'eau (Eugène Scribe, 1842)
  - musique de Vissarion Shebalin
- Verschwender (Ferdinand Raimund)
  - musique de Conradin Kreutzer
- Die versunkene Glocke (Gerhart Hauptmann, 1897)
  - musique de Wilhelm Grosz, Op. 35
- La vie est un songe (La vida es sueño, Pedro Calderón de la Barca)
  - 1930 musique de Leevi Madetoja, Op. 75
- Le Voïvode, (Alexandre Ostrovski, 1865)
  - 1886 musique de Pyotr Ilyich Tchaikovsky (pour la scène du Domovoï, distinct de son opéra ou de la ballade symphonique du même nom)
- Volpone (Ben Jonson, 1606)
  - musique de Mátyás Seiber (to a German version translated by Stefan Zweig
- Le Voyageur sans bagage (Jean Anouilh, 1937)
  - 1937 musique de Darius Milhaud, Op. 157
  - 1944 musique de Francis Poulenc

## W
- Wallensteins Lager (Le Camp de Wallenstein, Friedrich Schiller)
  - 1800 musique de Johann Philipp Christian Schulz
- Where the Rainbow Ends (Clifford Mills et John Ramsey, 1911)
  - musique de Roger Quilter
- The Widow from Valencia (Lope de Vega)
  - musique de Aram Khachaturian
- Wilhelm Tell (Guillaume Tell, Friedrich Schiller, 1804)
  - 1806 musique de Franz Danzi
  - musique de Carl Reinecke (mort en 1910)
  - 1926 musique de Paul Müller, Op. 13
  - musique de Lars-Erik Larsson (mort en 1986)
- The Winter's Tale (Le Conte d'hiver, William Shakespeare, 1594-1611)
  - 1906 musique de Engelbert Humperdinck
  - musique de Nikolay Sokolov, Op. 44 (1859-1922)
  - 1950 musique de Darius Milhaud, Op. 306 (C. A. Puget, d'après Shakespeare)
- The Wood Nymph (Josef Kajetán Tyl)
  - musique de Karel Kovařovic (mort en 1920)
- Woyzeck (Georg Büchner, 1836, inachevée, complétée par d'autres)
  - musique de Mátyás Seiber (1905-1960) : Wozzeck

## X
- Xantho chez les courtisanes (Jean Richepin)
  - musique de Xavier Leroux

## Y
- Yelva (Eugène Scribe)
  - 1832 musique de Albert Lortzing